# Randowtal
Randowtal é um município da Alemanha, situado no distrito de Uckermark, no estado de Brandemburgo. Tem 63,71 km² de área, e sua população em 2019 foi estimada em 914 habitantes.